# Urumqi Air
Urumqi Air (cinese semplificato:乌鲁木齐航空; cinese tradizionale:烏魯木齊航空) è una compagnia aerea a basso costo cinese con sede a Ürümqi, regione autonoma uigura dello Xinjiang, Repubblica popolare cinese. Opera servizi passeggeri di linea.
Il suo hub principale è l'aeroporto di Ürümqi-Diwopu a Ürümqi. La compagnia aerea è uno dei quattro membri fondatori della U-FLY Alliance. Dalla sua fondazione alla fine del 2019, Urumqi Air ha trasportato più di otto milioni di passeggeri e ha operato un totale di 150.000 ore di volo.

## Storia
Urumqi Air è stata fondata nel 2014 e ha operato il suo primo volo il 29 agosto 2014 dall'aeroporto Ürümqi-Diwopu a Gulja. È di proprietà di Hainan Airlines (70%) e un fondo del governo locale della regione autonoma uigura dello Xinjiang (30%). Urumqi Air è membro della U-FLY Alliance dal 2016.
Nel 2019, Urumqi Air sarebbe dovuta diventare la terza compagnia aerea dopo Chengdu Airlines e Gengis Khan Airlines a ricevere un Comac ARJ21, il primo aereo di linea regionale a reazione ad essere sviluppato e costruito principalmente nella Repubblica popolare cinese. Tuttavia, al 2022, la compagnia deve ancora ricevere il primo dei cinque esemplari ordinati.

## Flotta

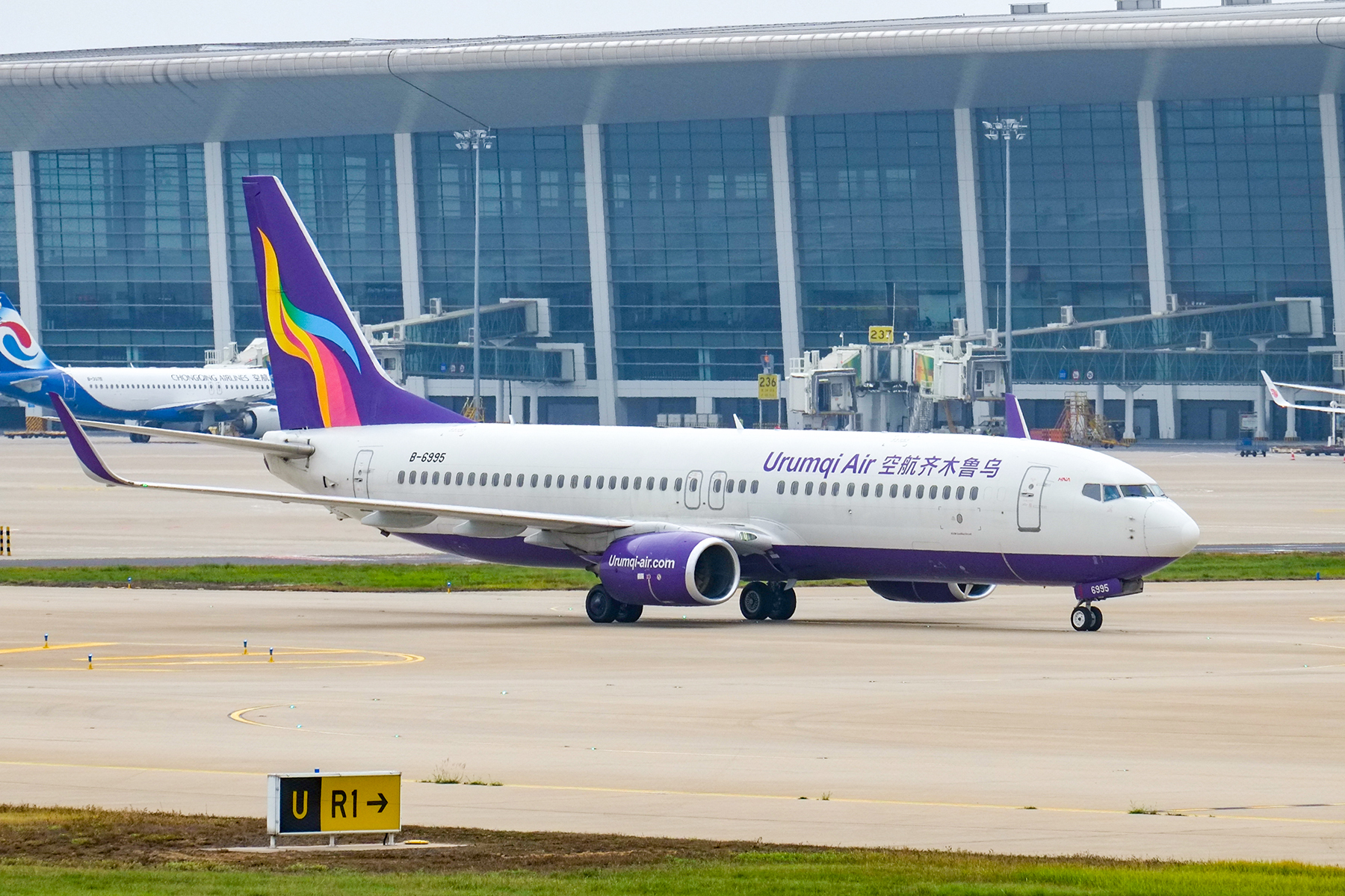
Un Boeing 737-800.

A marzo 2024 la flotta di Urumqi Air è così composta: